# Hedotettix antennatus
Hedotettix antennatus är en insektsart som beskrevs av Günther, K. 1979. Hedotettix antennatus ingår i släktet Hedotettix och familjen torngräshoppor. Inga underarter finns listade i Catalogue of Life.